# Маныч-Гудило
Ма́ныч-Гуди́ло (Большой Маныч, Гудило) — крупное солёное озеро на юге России в Калмыкии, Ставропольском крае и Ростовской области, расположенное в центре Кумо-Манычской впадины. После постройки в 1930-е годы ряда гидросооружений стало частью Пролетарского водохранилища на реке Маныч.
Площадь озера изменчива, в среднем составляет 344 км².
Длина — более 100 км, ширина — до 10 км и более, глубина — до 3,5—4 м и более (средняя 2,6 м), вода горько-солёная. Для озера характерны колебания уровня и солёности воды, имеющие антропогенно-естественный характер.

## Название
Название озера сложносоставное.
Первая часть названия имеет тюркское происхождение и означает «соленый» или «горький». В калмыцком языке озеро получило название Манца.
Второй части названия озеро обязано сильным ветрам, проносящимся над ним. В прошлом озеро вызывало удивление и некоторый страх местных жителей, о нём сложилось много легенд. Рассказывали, что над ним раздаётся таинственный гул. Гул возникает при отражении от крутого берега больших волн, поднимающихся при сильных ветрах. К этим звукам присоединяется завывание ветра в оврагах северного берега.

## Физико-географическая характеристика

### История формирования озера
Озеро Маныч-Гудило имеет реликтовое происхождение, является остатком огромного водоёма, соединявшего в доисторические времена Каспийское море с Чёрным. Кумо-Манычская впадина, в пределах которой расположен бассейн озера Маныч-Гудило, характеризуется небольшими высотами, своего максимума она достигает в центральной части (около 20 м), где проходит водораздел Азовского и Каспийского морей. Происхождение озерной впадины — тектоническое, обязанное своим существованием Кумо-Манычскому прогибу. Прогиб унаследован от зоны разломов фундамента, отделяющей вал Карпинского от Ставропольского свода, и его история прослеживается с начала формирования платформенного чехла Скифской плиты. В виде низменности прогиб выражался в рельефе ещё в пермо-триасе (около 250 миллионов лет назад). В позднем мелу структуры интенсивно погружались и покрывались морем. Вновь в качестве структуры рельефа прогиб оформился в среднем и верхнем плиоцене, то есть 2—3 миллиона лет назад.

### Берега, рельеф дна и гидрография озера
Береговая линия озера сильно изрезана, включает лиманы, крупные и мелкие заливы и периодически подтопляемые низины. Северный берег озера высокий, обрывистый (в средней части высотой до 10—15 м), южный — пологий. Низкая степь незаметно сливается со ставропольскими степями и сильно затопляется во время большой воды. С северной стороны к озеру присоединяются вытянутые с запада на восток узкие лиманы, разделённые невысокими увалами, расположенными параллельно один другому, на расстоянии 10—15 километров начинается ярко выраженный в рельефе склон Сальско-Манычской гряды или возвышенности.
До строительства Пролетарского водохранилища (1939—1941 годы) размеры озера испытывали значительные колебания. В отдельные годы озеро высыхало почти полностью. По сухому и гладкому дну в 1926 году ездили автомобили. В многоводные годы, наоборот, длина и глубина озера увеличивалась (в 1885 и 1922 годах, например, глубина достигала 2,2 метра).
В настоящее время гидрологический режим озера зарегулирован. Озеро сегодня является центральной, наиболее широкой, частью Пролетарского водохранилища, образованного строительством в 1939—1941 годах плотины у города Пролетарск Ростовской области. Озеро подпитывается водами, перебрасываемыми по Кубань-Егорлыкскому каналу.
Озеро Маныч-Гудило расположено на соленосных глинах, поэтому его вода сильно минерализована. При усыхании озера соленость воды увеличивается, и превышает соленость морской воды. При регулировании системы реки Западный Маныч планировалось, что вода озера Маныч-Гудило рассолонится, исчезнут выцветы солей, безжизненный ландшафт берегов изменится. Однако, значительная часть Маныч-Гудила осталась солёной. Однако рассолонения хватило для того, чтобы на Маныче стали совершать временные остановки массы перелетных птиц.
Солёность озера зависит от объёма пресной воды, поступающей по рекам Большому Егорлыку и Калаусу. Однако непосредственно в озеро они не впадают: воды Большого Егорлыка попадают в озеро благодаря перенаправлению стока внутри Пролетарского водохранилища, воды Калауса — через Западный Маныч. Непосредственно в озеро (его заливы и лиманы) впадают реки Джалга-Дунда, Джалга, Хагин-Сала, Волочайка, Дзензи, Чикалда, Кираста и др.. Однако объём стока большинства из них является незначительным.
Уровень минерализации воды в озере скорее морской (17—29 г/л), нежели пресноводный. С 1960-70-х годов минерализация воды на большей части водохранилища возрастала, что связано с сокращением объёмов подачи пресной воды (в 1960-х гг. до 300 млн м³ вместо 700), закрытием земляной насыпью Ново-Манычской дамбы, преграждающей поступление воды в озеро Маныч-Гудило, другими причинами. Это привело к падению уровня воды в водохранилище на 1,5 м и повышению её минерализации в центральной части до 22,0—27,0 г/л, а в некоторых районах — 33,0—35,0 г/л.
Для прилегающей территории характерен умеренно континентальный климат с умеренной холодной малоснежной зимой и жарким сухим летом. По агроклиматическому районированию территория относится к очень жаркому засушливому району. Для неё характерны: сумма положительных температур выше 10 °C — 3400-3500 °C, сумма осадков 300—400 мм в год, за период с температурой выше 10 °C — 200—240 мм, средняя месячная температура воздуха в январе −5,6 °C, в июле 24 °C, средняя годовая 9,3 °C, продолжительность безморозного периода 185—190 дней.
В районе озера максимальная температура воздуха летом достигает 40—42 °C, минимальная зимой −35…36 °C. Ветры в основном восточные, юго-западные, реже западные. Число дней с сильным ветром (более 15 м/с) — 22, с пыльными бурями — до 9, среднее число дней с суховеями за тёплый период −102. Снежный покров впервые появляется к концу первой декады декабря, устойчивым становится в третьей декаде декабря, а уже в начале второй декады марта наблюдается устойчивый переход средней суточной температуры воздуха через 0 °C к положительным значениям. В холодный период характерны частые оттепели, которых за зиму насчитывается 40—50 дней. Временное появление ледяных полей (2—7 дней) может отмечаться в ноябре. Ледостав происходит в декабре, вскрытие льда — в конце февраля, первой половине марта. В отдельные годы (зима 2003/2004 гг.) озеро не замерзает. Небольшое количество выпадающих осадков, высокие летние температуры и продолжительные сухие ветры (суховеи) приводят к очень сильному испарению влаги, превышающему в несколько раз количество выпадающих осадков.

### Острова
На озере имеется несколько островов. Наиболее крупные (Водный, Птичий и др.) расположены в северо-западной части озера. В настоящее время в связи с ростом минерализации и падения уровня озера происходит увеличение числа и площади островов. Некоторые острова, находившиеся у береговой линии озера, исчезают, слившись с материковой частью.

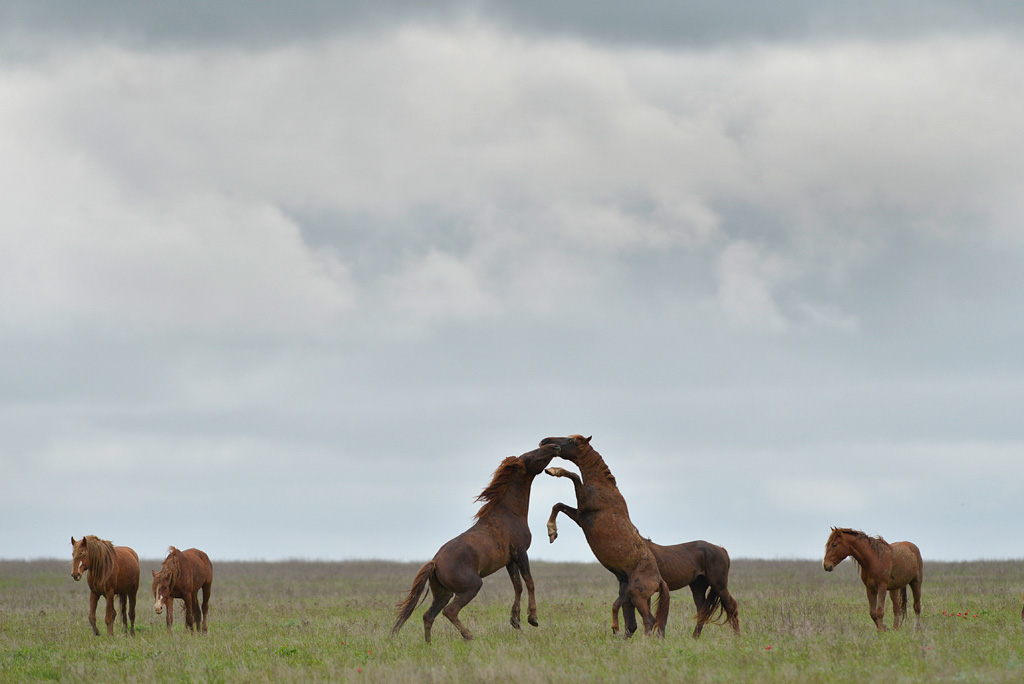
Дикие кони острова Водный

- Водный — остров длиною 12 км и шириною до 4 км. На острове уже более 50 лет обитает табун одичавших лошадей. Вольный табун — одна из достопримечательностей государственного природного заповедника «Ростовский». Остров Водный появился буквально в один день в 1948 году, когда был запущен Невинномысский канал, соединяющий реки Кубань и Егорлык. Вода пришла так внезапно, что отрезала от основного стада несколько сотен овец и десяток лошадей, которых пасли на этой территории. Овец смогли вывезти, а вот перепуганные лошади к людям не пошли. До 1980 года на острове пасли овец, но в начале восьмидесятых пастбище закрыли, и на Водном остались только лошади. В середине 90-х остров стал частью Ростовского заповедника, а табун мустангов — главной местной достопримечательностью. Однако на острове нет источников пресной воды. Поэтому водопой лошадей в летнее время, когда температура воздуха достигает +30 — +40 градусов, ведется сотрудниками заповедника. Благодаря заботам сотрудников заповедника, количество лошадей в табуне составляет сегодня более 300[10][неавторитетный источник][нет в источнике].
- Птичий — длина его 100 м, ширина до 20 метров. Здесь произрастает тростник, что говорит о наличии на острове пресных родников. На острове гнездятся: колпицы, чайка-хохотунья, малая белая цапля, лебеди-шипуны, иногда кудрявый пеликан и другие виды птиц. Огромные стаи пернатых ежегодно скапливаются на водоёмах, островах и берегах манычских озёр.[источник не указан 1924 дня]

### Флора
Для окружающих озеро степей характерны степные и пустынно-степные ксерофиты (житняк пустынный, анабазис безлистный, колосняк, солянка лиственничная и многие другие). Широко распространены сообщества засоленных лугов, солончаков, луговых солонцов, в составе которых много таких пустынно-галофитных видов, как сарсазан шишковидный, солянка мясистая, галимионе бородавчатая и другие.
Из-за высокой минерализации вод высшая водная растительность на озере почти не развита, а многочисленные острова покрыты злаково-разнотравными ассоциациями. Около озера Маныч-Гудило флора представлена тростником, камышом, рогозом, осокой.

### Фауна
Большие водные пространства, низкая плотность населения и неблагоприятные для земледелия природные факторы создают благоприятные условия для обитания на озере, а также сохранения многих водных и околоводных животных, степного биоразнообразия. Большую роль играет расположение озера на одной из важнейших в Евразии миграционных трасс птиц, соединяющей центральные и северные регионы страны с Каспийским, Азово-Чёрноморским и Средиземноморским бассейнами, Африкой.
Озеро Маныч-Гудило является важным центром гнездования и миграции многих видов птиц, среди которых белолобый гусь, краснозобая казарка, пискулька, серый гусь, розовый пеликан, кудрявый пеликан, колпица, серая цапля, черноголовый хохотун, серебристая чайка, морской голубок, шилоклювка, ходулочник, малая белая цапля, каравайка. Общий масштаб миграции различными авторами оценивается у уток — в 800,0-1500,0 тыс. особей, у гусей — в 350,0-600,0 тыс. особей, из которых краснозобых казарок не менее 16,0 тысяч особей, или около 33 % мировой популяции.
Реликтовый характер фауны Кумо-Манычской впадины не исключает временные изменения в видовом и количественном составе орнитофауны, частичные или полные периодические выселения и вселения популяций отдельных видов птиц, что вызывается как природными, так и антропогенными факторами. Отмечено падение численности у морского голубка, черноголовой чайки, ходулочника, степной тиркушки. Вместе с тем экологические условия способствуют росту числа таких видов, как хохотунья, чайконосая и речная крачки, серая и белые цапли, колпица, серый гусь.

## Природоохранные мероприятия
В 1963 году постановлением Совета Министров Калмыцкой АССР на озере Маныч-Гудило и участках прилегающей степи был организован природный заказник. В 1975 году распоряжением Совета Министров РСФСР в целях сохранения животного мира (прежде всего птиц) и естественных участков засушливых степей он был преобразован в государственный заказник республиканского (РСФСР) значения с площадью 69 тыс. га, охватывающей одну треть акватории озера и участки прибрежной суши. Основная территория заказника находилась в Калмыкии, а 15 тысяч га — в Орловском и Ремонтненском районах Ростовской области.
В 1995 году в западной части озера Маныч-Гудило Распоряжением Правительства Российской Федерации № 1292 был создан заповедник « Ростовский», островной участок которого площадью 4591 га включил 2 крупных острова и акваторию озера. В 1996 году Постановлением Правительства Российской Федерации № 562 калмыцкая часть заказника «Маныч-Гудило» площадью 27,6 тысяч га была включена в биосферный заповедник «Чёрные земли» и стала его орнитологическим филиалом. Благодаря этим мерам на значительной части озера Маныч-Гудило, где находятся основные уникальные колонии околоводных птиц, действует заповедный режим.
Постановлением Правительства Российской Федерации от 13 сентября 1994 года № 1050 «О мерах по обеспечению выполнения обязательств Российской Стороны, вытекающих из Конвенции о водно-болотных угодьях, имеющих международное значение главным образом в качестве местообитаний водоплавающих птиц, от 2 февраля 1971 г.» на большей части акватории Пролетарского водохранилища организовано водно-болотное угодье «Озеро Маныч-Гудило» (приблизительная площадь 112,6 тыс. га), внесённое в Список водно-болотных угодий международного значения Рамсарской конвенции (Рамсарский список).
В 2010 году на части озера и прилегающих территориях в границах Ставропольского края был образован государственный природный заказник краевого значения «Маныч-Гудило».